# Busanjin-gu
Busanjin-gu (Hangul: 부산진구, Hanja: 釜山鎭區) is een stadsdeel (gu) van de Zuid-Koreaanse stad Busan. Busanjin-gu heeft een oppervlakte van 29,7 vierkante kilometer en telde in 2008 ongeveer 407.910 inwoners. Het ondergrondse metrostation Seomyeon bevindt zich in dit stadsdeel.
Het stadsdeel bestaat uit de volgende buurten (dong):
- Bujeon-dong
- Beomjeon-dong
- Yeonji-dong
- Choeup-dong
- Yangjeong-dong
- Jeonpo-dong
- Buam-dong
- Danggam-dong
- Gaya-dong
- Gaegeum-dong
- Beomcheon-dong

Buk-gu · 
Busanjin-gu · 
Dong-gu · 
Dongnae-gu · 
Gangseo-gu · 
Geumjeong-gu · 
Gijang-gun · 
Haeundae-gu · 
Jung-gu · 
Nam-gu ·
Saha-gu · 
Sasang-gu · 
Seo-gu · 
Suyeong-gu · 
Yeongdo-gu · 
Yeonje-gu